# إرنست غلاسر
إرنست غلاسر (بالنرويجية البوكمول: Ernst Glaser؛ بالألمانية: Ernst Glaser) هو موسيقي ألماني وسويدي ونرويجي، ولد في 24 فبراير 1904 في هامبورغ في ألمانيا، وتوفي في 3 أبريل 1979 في أوسلو في النرويج.